# ティアニー・サットン
ティアニー・サットン（Tierney Sutton、1963年6月28日 - ）は、アメリカのジャズ・シンガー。

## 略歴
サットンはネブラスカ州オマハで生まれ、ウィスコンシン州ミルウォーキーで育った。コネチカット州ミドルタウンにあるウェズリアン大学でロシア学を専攻し、学士号を取得した後、ボストンのバークリー音楽大学に進学。1998年、ワシントンD.C.のセロニアス・モンク・ジャズ研究所で開催されたボーカル・コンテストで、テリー・ソーントンに次ぐ準優勝を果たした。
サットンは20年以上にわたり、ピアニストのクリスチャン・ジェイコブ、ベーシストのトレイ・ヘンリーとケビン・アックス、ドラマーのレイ・ブリンカーと共に、ティアニー・サットン・バンドを率いている。バンドは法人化されており、音楽面およびビジネス面の決定はすべて共同で行っている。世界中をツアーし、カーネギー・ホール、ハリウッド・ボウル、ジャズ・アット・リンカーン・センターなどでヘッドライナーを務めた。
サットンは1981年からバハイ教徒となり、自身のバンドのアレンジメント・スタイルについて「協議の原則に基づいています。バンドはバハイの原則に基づいて運営されています。私たちの活動は本質的に精神的なものであり、全員の声に耳を傾ける必要があるという意識が強いのです」と説明している。
ギタリストのセルジュ・メルローとベーシストのケヴィン・アクストをフィーチャーした『Paris Sessions』（2014年、ヴァレーズ・サラバンド）は、2014年のグラミー賞最優秀ジャズ・ボーカル・アルバムにノミネートされ、『The Sting Variations』も2016年の同部門にノミネートされた。ピアニストのクリスチャン・ジェイコブは、クリント・イーストウッド監督作品『ハドソン川の奇跡』のサウンドトラックを作曲・編曲し、サットンと彼女のバンドが演奏を担当した。
サットンは、パトリック・ウィリアムズの2015年のCD『Home Suite Home』でフランク・シナトラ・ジュニアと共演し、「I’ve Been Around」を演奏。この録音は最優秀ラージ・ジャズ・アンサンブル・アルバム部門でグラミー賞にノミネートされた。

## ディスコグラフィ

### リーダー・アルバム
- Introducing Tierney Sutton (1997年、A Records)
- 『アンサング・ヒーローズ』 - Unsung Heroes (2000年、Telarc)
- Blue in Green (2001年、Telarc)
- Something Cool (2002年、Telarc)
- Dancing in the Dark (2004年、Telarc)
- 『アイム・ウィズ・ザ・バンド』 - I'm with the Band (2005年、Telarc)
- On the Other Side (2007年、Telarc)
- Desire (2009年、Telarc)
- American Road (2011年、BFM Jazz)
- After Blue (2013年、BFM Jazz)
- Paris Sessions (2014年、BFM Jazz)
- The Sting Variations (2016年、BFM Jazz)
- 『オリジナル・サウンドトラック ハドソン川の奇跡』 - Sully (2016年、Varese Sarabande) ※映画『ハドソン川の奇跡』サウンドトラック クリント・イーストウッド監督
- Screen Play (2019年、BFM Jazz)[13]
- The Paris Sessions 2 (2022年、BFM Jazz)[14]

## グラミー賞ノミネート歴[15]
| 年   | ノミネート対象       | 賞                                                         | 結果       |
| ---- | -------------------- | ---------------------------------------------------------- | ---------- |
| 2006 | I'm with the Band    | 最優秀ジャズ・ボーカル・アルバム                           | ノミネート |
| 2008 | On the Other Side    | 最優秀ジャズ・ボーカル・アルバム                           | ノミネート |
| 2010 | Desire               | 最優秀ジャズ・ボーカル・アルバム                           | ノミネート |
| 2012 | American Road        | 最優秀ジャズ・ボーカル・アルバム                           | ノミネート |
| 2012 | On Broadway          | 最優秀インストゥルメンタル・アレンジメント（ボーカル伴奏） | ノミネート |
| 2014 | After Blue           | 最優秀ジャズ・ボーカル・アルバム                           | ノミネート |
| 2015 | Paris Sessions       | 最優秀ジャズ・ボーカル・アルバム                           | ノミネート |
| 2017 | The Sting Variations | 最優秀ジャズ・ボーカル・アルバム                           | ノミネート |
| 2019 | ScreenPlay           | 最優秀ジャズ・ボーカル・アルバム                           | ノミネート |